# Sarila
Sarila è una suddivisione dell'India, classificata come nagar panchayat, di 7.858 abitanti, situata nel distretto di Hamirpur (Uttar Pradesh), nello stato federato dell'Uttar Pradesh. In base al numero di abitanti la città rientra nella classe V (da 5.000 a 9.999 persone).

## Geografia fisica
La città è situata a 25° 46' 0 N e 79° 40' 60 E e ha un'altitudine di 128 m s.l.m..

## Società

### Evoluzione demografica
Al censimento del 2001 la popolazione di Sarila assommava a 7.858 persone, delle quali 4.204 maschi e 3.654 femmine. I bambini di età inferiore o uguale ai sei anni assommavano a 1.313, dei quali 700 maschi e 613 femmine. Infine, coloro che erano in grado di saper almeno leggere e scrivere erano 3.880, dei quali 2.682 maschi e 1.198 femmine.